# ممر سري

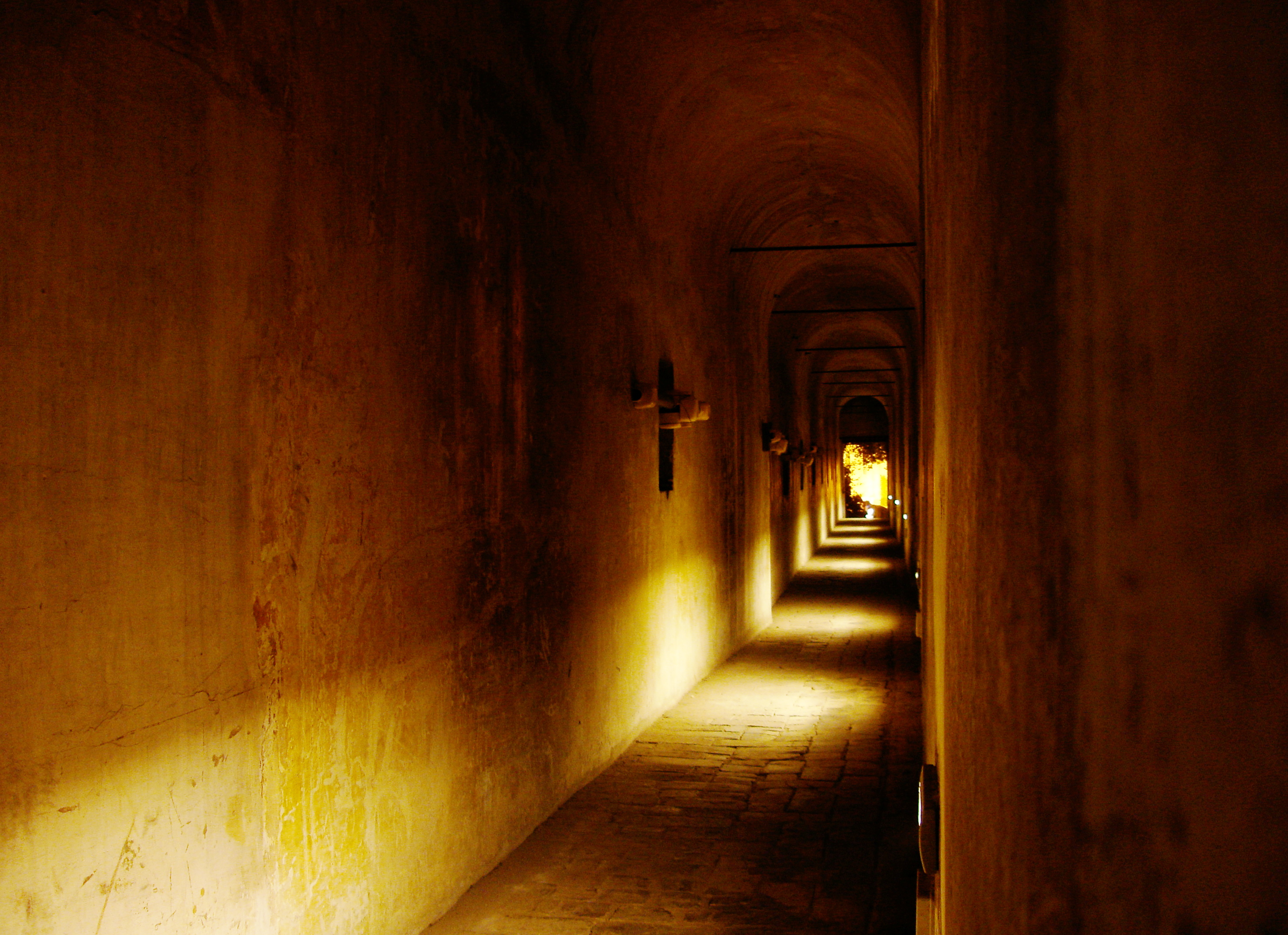

الممرات السرية والتي يشار إليها عادةً باسم الممرات الخفية أو الأنفاق السرية، وهي طرق خفية تستخدم للتنقل خفيةً، للهرب، أو لتحركات الناس والسلع. تكون هذه الممرات أحيانًا داخل المباني وتؤدي إلى غرف سرية. ويسمح غيرها للمقيمين بالدخول والخروج من المبنى دون أن يروا. بنيت الممرات الخفية والغرف السرية في القلاع والمنازل المملوكة لرؤساء الدول، والأثرياء والمجرمين، والمؤيدين للقضاء على العنصرية المرتبطة بالسكة الحديدية تحت الأرض الأمريكية. ساعدت هذه الممرات الحكام المحاصرين للهرب من مهاجميهم، بمن فيهم البابا اسكندر السادس في 1494، البابا كليمنت السابع في 1527، وماري أنطوانيت في 1789. استخدمت الممرات والقنوات من قِبل المجرمين، الجيوش (خاصة في الفيت كونج «الجبهة الوطنية لتحرير جنوب فيتنام») في حرب فيتنام، والتنظيمات السياسية لتهريب البضائع والناس، أو إخفاء نشاطاتهم.

## ظهورها ونشأتها
غالبًا ما تكون هذه الممرات مخفية أو ذات باب خلفي سري والتي يتم تمويهها لتبدو جزء من جدار الحماية أو لتبدو كعنصر معماري مثل الموقد، أو خزانة الكتب المنزلقة أو أي ملمح آخر. يتم إخفاء بعض المداخل بشكل أكثر تفصيلًا ولا يمكن فتحها إلا عن طريق تشغيل آلية مخبأة أو جهاز إقفال. وهناك أبواب أخرى مخفية بطرق أسهل، فيمكن أن يخفى الباب السري تحت بساط.
بعض المبانى تحتوي على مناطق سرية من ضمن المخططات الأصلية، مثل الممرات السرية في القلاع من العصور الوسطى. وقد تم تصميم بعض الممرات السرية للقلاع التي تعود إلى القرون الوسطى لتمكين السكان من الهروب من حصار العدو. وقد أدت ممرات القلاع السرية الأخرى إلى الوصول لمصدر مياه تحت الأرض، مما أتاح الوصول إلى المياه أثناء حصار طويل.
وقد تم بناء ممرات سرية أخرى في بعض الأحيان بعد المبنى الأساسي، وخاصة الأنفاق السرية. وكثيرًا ما يتم إنشاء هذه الأنفاق باعتبارها طرق للهروب من السجون أو معسكرات أسرى الحرب، حيث يطلق عليها اسم أنفاق الهروب. وهذه الأنفاق السرية تتطلب عادة فتحة أو باب مخفي، وهناك أنفاق أخرى صنعت لأسباب مختلفة، مثل أنفاق التهريب المستخدمة لتهريب الأسلحة النارية، أو المخدرات غير المشروعة، أو غيرها من السلع المهربة.

## بيانات تاريخية
قد حدثت حالات عديدة على مر التاريخ من استخدام ممرات وغرف سرية:

### العصور القديمة – 1000 قبل الميلاد
استخدم بناة الأهرامات المصرية القديمة ممرات سرية والمصائد المفخخة لحماية غرف الدفن من لصوص المقابر. وفي بعض الحالات، كان يُخفى الباب السري الذي يقود إلى حجرة دفن خلف تمثال.
استخدم المسيحيون الأوائل، الذين تعرضوا للاضطهاد من قبل السلطات الرومانية في القرن الثاني الميلادي، غرف مخبأة لإخفاء تجمعاتهم للعبادة. 

### 1000-1600 قبل الميلاد
في عام 1330، سجن روجر مورتيمر( إيرل مارس الأول) ملك إنجلترا إدوارد الثاني في انقلاب، استخدمت مجموعة صغيرة من المؤيدين المسلحين لإدوارد الثاني ممرًا سريًا لمهاجمة مورتيمر الذي كان في قلعة نوتنغهام ودافع عنه عدة مئات من الجنود.
دخل المهاجمون عبر ممر سري ملتف طويل والذي يؤدي مباشرة إلى المبنى الذي كانت فيه الملكة. وقام أحد المتواطئين داخل القلعة بإعادة المسامير إلى الباب، مما سمح للمهاجمين بإلقاء القبض على مورتيمر.
باسيتو هو ممر يربط مدينة الفاتيكان مع قلعة سانت انجيلو. وكان البابا ألكسندر السادس قد عبر المدينة عام 1494، عندما غزا تشارلز الثامن المدينة، وفرّ البابا كليمنت السابع إلى بر الأمان من خلالها خلال احتلال روما، في عام 1527.
استخدم كهنة الكاثوليك، في بريطانيا، غرف مخفية تسمى حفرة الكاهن للهروب من الاضطهاد البروتستانتي، بدءًا من عهد الملكة إليزابيث الأولى.

### 1600-1900 بعد الميلاد
في ال 1740 و ال 1730 استخدم نفق سري بين فندق اولدي بيل وفندق ميرميد في مدينة راي، مقاطعة شرق ساسكس من قِبل عصابة هوخورست للتهريب. 
في عام 1789، في بداية ما قد يتحول إلى ثورة فرنسية، سار المتظاهرون الغاضبون في باريس في الشوارع واقتحموا الباستيل. وانتشرت الثورة إلى مدن أصغر، حيث هوجمت مكاتب الضرائب، وأيضًا إلى الريف الفرنسي، حيث هاجم الفلاحون النبلاء الأثرياء الذين يعيشون في بيوت وقلاع الريف. وفرّ العديد من الملوك والنبلاء الفرنسيين إلى النمسا وروسيا وبريطانيا. وفي أكتوبر/تشرين الأول، سار حشد من سبعة آلاف متظاهر إلى القصر الملكي في فرساي. وعلى الرغم من أن الحشد تمكن من التغلب على دفاعات القصر وقتل الحرس الشخصي لماري أنطوانيت، إلا انها لاذت بالفرار من القصر عبر ممر سري.
قلعة ميخايلوفسكي هي قلعة تم بناؤها لحماية القيصر الروسي بول الأول من القتلة. تم الانتهاء من بناءها في عام 1800، وتشمل العناصر الوقائية للقلعة جدرانًا هائلة ومياه على الجوانب الأربعة (الأنهار والقنوات)، مع الجسور المتحركة التي يتم رفعها ليلًا ومرابض للبنادق تطل على الجسور المعلقة. كما كان لدى القيصر ممر سري تم بناؤه في الممر خارج غرفة نومه لتمكينه من الفرار إذا تمكن المهاجمون من تجاوز دفاعات القلعة. غير أنه لم يتمكن قط من استخدام الممر السري. وبعد أربعين يومًا من اقامته في القلعة، قتلته مجموعة من المتآمرين في غرفة نومه.
أثناء حرب بوشين في اليابان (1868-1869)، هاجمت القوات الامبراطورية للإمبراطور الخدم المواليين للشوغون في حوض أيزو. وقد فر من القوات الامبراطورية مجموعة من الشباب تتراوح أعمارهم بين 15 و16 عامًا الموالين لشوغون والذين يسمون انفسهم لواء النمر الابيض باستخدام ممر سري. وعندما خرج المقاتلون الشباب من الممر، ورأوا مسكنًا محترقًا لساموراي، ظنوا أنه كان في القلعة. وانطلاقًا من اعتقاد مفاده أن القلعة سقطت في أيدي القوات الإمبراطورية، انتحر المقاتلون الشباب جميعًا بواسطة سيبوكو(قطع الأحشاء)، بدلًا من مواجهة عار الهزيمة.
وليم الدوق الخامس في بورتلاند أنشأ شبكة من الأنفاق على عقاره في ويلبك آبي، خلال القرن التاسع عشر، بحيث يمكنه الدخول وترك الملكية غير مرئية.
كان هـ. هـ. هولمز (1861-1896) قاتلًا متسلسلًا أمريكيًا حبس وعذب وقتل ضيوفًا في فندق شيكاغو الذي افتتحه في معرض 1893 العالمي. وقد عذب ضحاياه في غرف عازلة للصوت مخبأة داخل الفندق المعقد الذي صممه العديد من المصممين والمقاولين، بما في ذلك بنيامين ف. بيتزل.

### 1900- الآن
فندق نيكيربوكير الفخم، في شيكاغو، إلينوي، هو فندق فخم من 350 غرفة تم بناؤه في العشرينيات، خلال فترة حظر الكحوليات في الولايات المتحدة. وعندما أعيد تصميم الفندق في عام 1980، وجد العمال بابًا سريًا في إحدى قاعات الاحتفالات في الطابق العلوي. والذي يؤدي إلى سلم لأسفل إلى الطابق الأرضي. وربما تم استخدام ذلك لمساعدة الأشخاص الذين يقامرون بشكل غير قانوني أو يشربون من أجل الهروب في حالة مداهمة الشرطة.
في عام 1928 في مدينة نيويورك، اشترى جاك كريندلر وتشارلي بيرنز بيت دعرة قديم وحولوه إلى بار ومطعم يسمى «نادي 21». وفي عام 1930، استأجرا المهندس المعماري فرانك بوكانان لتصميم باب سري لإخفاء إمدادات المشروبات الكحولية في القبو، بما أن المكان كان محوّلًا إلى سبيكيزي (حانة غير مرخصة لبيع المشروبات). ولإخفاء الباب السري عن وكلاء حظر الخمور الفيدراليين، صمم بوكانان الباب بحيث يبدو وكأنه جدار خرساني صلب. وكان الباب الذي كان يزن طنين ونصف طن مدعومًا بمفصلات دقيقة ضخمة ومغطى بألواح خرسانية. لا يمكن فتح الباب السري إلا بإدخال سلك بطول 18 بوصة عبر أحد الشقوق العديدة في الخرسانة.